# Ширямов, Александр Александрович
Алекса́ндр Алекса́ндрович Ширя́мов (21 января 1883, Иркутск — 23 июня 1955, Москва) — революционер, председатель Иркутского ВРК (1920), хозяйственный работник всесоюзного уровня.

## Биография
Родился 21 января 1883 года в Иркутске в семье мелкого торговца. Работал чернорабочим на стройках, столярничал в экипажных мастерских, работал в книжном магазине.
В 17 лет вступает в РСДРП, вскоре вошёл в руководящее ядро Иркутской организации партии. За участие в маевках неоднократно арестовывался, пока в 1903 году был не привлечён к суду по делу о принадлежности к Иркутской организации РСДРП. Освобождён в 1905 году, в августе того же года А. А. Ширямов участвовал в организации побегов, передачи денег и писем, заключенных Акатуйской тюрьмы. Затем был председателем Совета объединенных дружин в Иркутске, которые участвовали в стычках с полицией.
Под псевдонимом «Сергеев» вёл партийную работу в Иркутске и Омске до своего ареста зимой 1906 года и высылки в Тотьму Вологодской губернии. Оттуда совершил побег и вёл подпольную работу на Урале и Дальнем Востоке. С 1913 года возглавляет партийную организацию РСДРП на Арбагарских копях, через три года создает нелегальный Союз шахтёров Забайкалья, который позднее возглавил.

### Годы революции и гражданской войны
Во время революции 1917 года вошёл в состав Читинского губкома партии, был депутатом Читинского Совета, одно время возглавлял комиссариат промышленности, под его руководством был национализированы угольные копи, прииски и другие предприятия. На съезде профсоюза горнорабочих был избран председателем горного Совета, избирался делегатом I Всесибирского съезда Советов.
После свержения советской власти летом 1918 года ушёл в подполье под фамилией Михайлов, организовывал партизанские отряды в Приморье. Зимой 1919 года с паспортом на имя рабочего Зверева был делегатом нелегального съезда сибирских организаций РКП(б) в Иркутске. На том съезде был избран председателем Сибирского (подпольного) комитета РКП(б).
После успешного антиколчаковского восстания, в январе 1920 года на выборах Иркутского Совета избран председателем Совета, затем председателем Иркутского военно-революционного комитета, образованного 20 января, к которому на следующий день перешла вся власть в Иркутске. На посту председателя ВРК А. А. Ширямов участвовал в подготовке города к обороне от войск генерал-майора С. Н. Войцеховского, в создании Восточно-Сибирской советской армии. После подхода войск 5-й армии принимал участие в создании 1-й Иркутской стрелковой дивизии и вместе с нею в качестве военного комиссара участвовал в боях против атамана Г. М. Семёнова. 6 февраля 1920 года подписал постановление Иркутского ВРК № 27 о расстреле Верховного правителя России адмирала А. В. Колчака.
С образованием ДВР был назначен членом Военного Совета Народно-революционной армии ДВР, возглавлял комиссию по установлению границ ДВР со стороны Сибири и Якутии. По решению ЦК РКП(б) в 1921 — 1923 годах был отправлен на руководящую работу в Омскую губернию, где являлся председателем Омского губкома. Член Дальбюро и Сиббюро РКП(б), член президиума Сиббюро ВСНХ. В эти годы избирался делегатом X съезда РКП(б), кандидатом в члены ВЦИК РСФСР, на I Всесоюзном съезде Советов — кандидатом в члены ЦИК СССР.

### Времена мирного строительства
С 1923 года работает в оборонной промышленности, с 1925 года заместитель Н. К. Крупской по работе в Главполитпросвете. А. А. Ширямов был членом редколлегии журнала «Коммунистическое воспитание», членом Центральной шефской комиссии при ЦК ВКП(б), председателем Центрального бюро краеведения, в 1937—1941 годах возглавлял институт краеведения и редакцию журнала «Советское краеведение».
В 1941 году ушёл на пенсию. Автор ряда книг, статей по истории революционного движения в Сибири.
Александр Александрович Ширямов умер 23 июня 1955 года в Москве, похоронен на Новом Донском кладбище, в колумбарии 1950-х годов. Именем Ширямова названа улица в Октябрьском округе Иркутска.